# Дмитрий Багрич
Дмитрий Багрич е бивш съветски футболист, играещ ляв защитник. Майстор на спорта на СССР. Слави се като бърз, надежден футболист, често включващ се в атаките. В продължение на 11 години е част от тима на ЦСКА (Москва), за който има над 300 изиграни мача.

## Кариера
Юноша е на Локомотив (Харков). Като войник играе за ОДО Киев и ОДО Свердловск, но там не получава много шанс за изява. През 1958 преминава в ЦСКА (Москва). Там Дмитрий се утвърждава на левия фланг на отбраната и през 1960 изиграва няколко мача за олимпийския тим на СССР. Багрич става първият футболист на „армейците“, който изиграва 300 мача в шампионата на СССР. През 1967 треньорът Всеволод Бобров го избира за капитан на отбора, но в началото на 1969 лентата е върната на ръката на Алберт Шестерньов. В последния си сезон като футболист, Багрич печели титлата на СССР, която е първа за ЦСКА от 19 години насам.
След края на кариерата си е преподавател във Военно-политическата академия. Умира през 1980 от рак на мозъка.